# Tumulus van Marcinelle
De Tumulus van Marcinelle is een Gallo-Romeinse grafheuvel bij Marcinelle in de Belgische gemeente Charleroi in de provincie Henegouwen. De heuvel ligt ten westen van Marcinelle aan de Rue de la Tombe. In de buurt ligt ook de straat Avenue de la Villa Romaine.
In de nabijheid van de tumulus heeft er ook een Gallo-Romeinse villa gelegen. Beide stammen uit de periode van de 1e eeuw v.Chr. tot de 3e eeuw n.Chr.

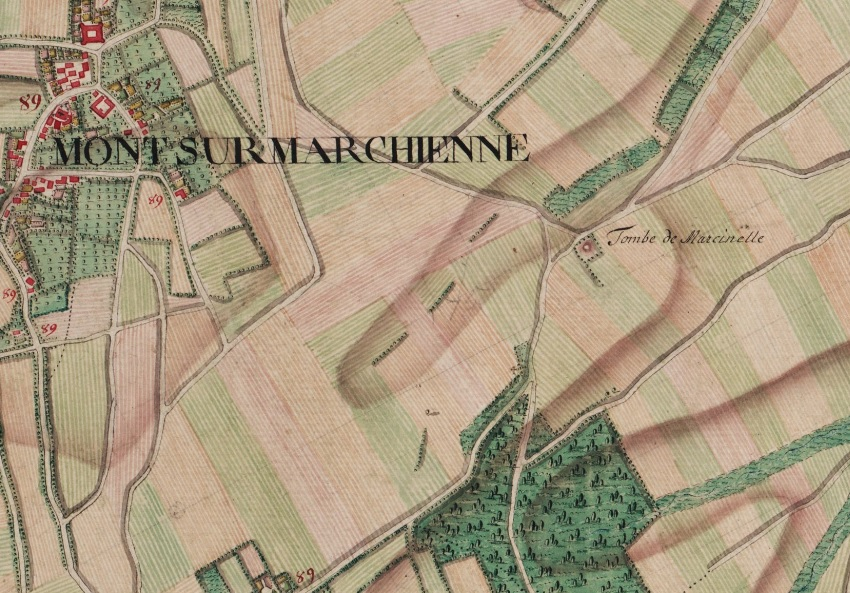
Tombe de Marcinelle (graf van Marcinelle) op Ferrariskaart, tweede helft van de 18de eeuw.